# سوزانا مارتینز-کنده
سوزانا مارتینز-کُنده (اسپانیایی: Susana Martinez-Conde‎؛ زادهٔ ۱ اکتبر ۱۹۶۹) دانشمندی در زمینه علوم اعصاب اهل اسپانیا است. وی یک عصب‌شناس و نویسنده علمی و استاد رشته‌های چشم‌پزشکی، عصب‌شناسی، فیزیولوژی و داروشناسی در «مرکز پزشکی سانی-داون‌استیت» است و در آنجا آزمایشگاه فراگیر عصب‌شناسی خود را هدایت می‌کند. او پیش‌تر آزمایشگاه‌هایی را در مؤسسه مغز و اعصاب باراو و کالج دانشگاهی لندن هدایت کرده است. تحقیقات او مرزهای عصب‌شناسی ادراکی، شناختی و علوم اعصاب حرکات چشمی را پیوند می‌دهد. او بیشتر به خاطر مطالعاتش در زمینه توهمات، حرکات چشم و ادراک، اختلالات عصبی و انحراف توجه در شعبده‌بازی‌های صحنه‌ای شهرت دارد.

## اوایل زندگی و تحصیلات
سوزانا مارتینز-کُنده در سال ۱۹۶۹ در لاکرونیا اسپانیا به دنیا آمد. پدرش یک ملوان تجاری از سانتاندر و مادرش خانه‌دار از اهالی گارسیاس بود. پدربزرگ مادری‌اش در سال ۱۹۳۹، در طول جنگ داخلی اسپانیا از غرق شدن کشتی «اس‌اس کاستیو دِ اولیته» جان سالم به در برد.
او در سال ۱۹۹۲ در رشته روان‌شناسی تجربی از دانشگاه کمپلوتنسه مادرید فارغ‌التحصیل شد و در سال ۱۹۹۶ دکترای خود را در رشته پزشکی و جراحی از برنامه عصب‌شناسی دانشگاه دولتی سانتیاگو د کومپوستلا دریافت کرد. او آموزش‌های پسادکتری خود را زیر نظر دانشمند برنده جایزه نوبل، دیوید اچ. هیوبل در دانشکده پزشکی هاروارد گذراند.

## حرفه
او در سال ۲۰۰۱ به عنوان استاد کمکی در رشته عصب‌شناسی در دانشکده پزشکی هاروارد شروع به تدریس کرد. سپس به عنوان استاد چشم‌پزشکی و مدیر آزمایشگاه در کالج دانشگاهی لندن مشغول به کار شد. در سال ۲۰۰۴، او به ایالات متحده آمریکا بازگشت و به عنوان استادیار و بعدها دانشیار در مؤسسه مغز و اعصاب باراو در فینیکس آریزونا، مشغول به کار شد، و در آنجا مسئولیت هدایت آزمایشگاه عصب‌شناسی بصری را به عهده گرفت. در سال ۲۰۱۴، او به بروکلین، نیویورک نقل مکان کرد و به عنوان استاد چشم‌پزشکی، عصب‌شناسی، فیزیولوژی و داروشناسی در «مرکز پزشکی سانی-داون‌استیت» مشغول به کار شد، جایی که آزمایشگاه فراگیر عصب‌شناسی را هدایت می‌کند.

## پژوهش‌ها
بسیاری از تحقیقات مارتینز-کُنده بر این متمرکز است که چگونه مغزهای ما توهمات ادراکی و شناختی را در زندگی روزمره ایجاد می‌کنند. او به مطالعه توهم مارهای چرخان، توهم معمایی ایزیا لویانت، توهم مربع‌های تو در تو ویکتور واسارلی، محو شدن تروکسلر و سایر انواع توهمات محو ادراکی و همچنین توهمات ادراکی و توجهی در شعبده‌بازی‌های نمایشی-صحنه‌ای پرداخته است. مارتینز-کُنده مسابقه «بهترین توهم سال» را در سال ۲۰۰۵ ایجاد کرد و ستون توهمات را برای ژورنال علمی ذهن علمی آمریکایی می‌نویسد.
مارتینز-کُنده به مطالعه اثرات توجه بر ادراک بصری و مبانی عصبی توجه و آگاهی بصری پرداخته است. تحقیقات او در زمینه آگاهی بصری بر مبانی عصبی محو ادراکی، پوشش بصری و منحرف کردن توجه در شعبده‌بازی‌های نمایشی متمرکز بوده است. مارتینز-کُنده پیشگام مطالعه تکنیک‌های شعبده‌بازی در صحنه از منظر عصب‌شناسی بوده است. او پیشنهاد داده که عصب‌شناسان و شعبده‌بازان منافع مشترک زیادی دارند و هر دو رشته باید برای منافع متقابل با یکدیگر همکاری کنند.
مارتینز-کُنده به پژوهش در مورد ارتباط بین هنر و علم بینایی، و همچنین مکانیسم‌های زیر بنای ادراک هنر پرداخته است. او به مطالعه مبانی عصبی توهمات حرکتی در هنر دیدمانی (Op art) پرداخته و توهمات بصری جدیدی را بر اساس آثار هنری ویکتور وازارلی کشف کرده است.
علاوه بر اینها، مارتینز-کُنده به پژوهش در مورد تعاملات بین حرکات چشم، بینایی و ادراک، هم در مغز سالم و هم در بیماری‌های عصبی پرداخته است. او بررسی می‌کند که چگونه حرکات کوچک و غیرارادی جهشی چشم که میکروساکاد نامیده می‌شوند، بر ادراک و پردازش بصری تأثیر می‌گذارند. او همچنین مطالعه می‌کند که چگونه بیماری‌های عصبی بر حرکات چشم تأثیر می‌گذارند تا درک بهتری از اختلالات اینچنینی به‌دست آورده و به تشخیص زودهنگام و تمایز آنها کمک کند.